# Симфонический оркестр Польского радио

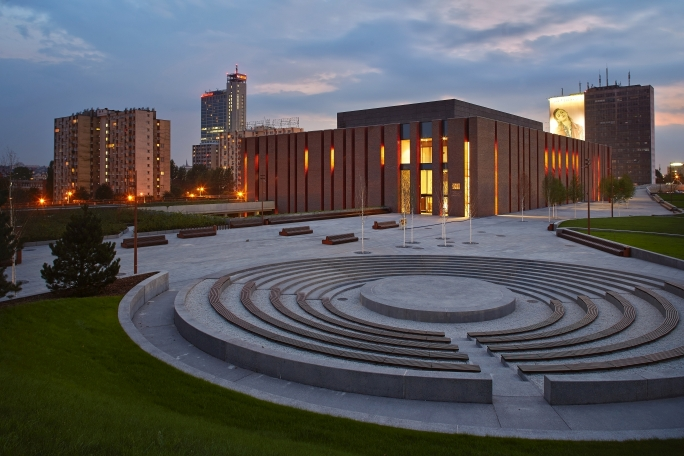

Национальный симфонический оркестр Польского радио (пол. Narodowa Orkiestra Symfoniczna Polskiego Radia w Katowicach) — польский симфонический оркестр, радиоансамбль, базирующийся в Катовице.
Был основан в 1935 г. Гжегожем Фительбергом в Варшаве и существовал до начала Второй мировой войны. В 1945 г. оркестр был воссоздан в Катовице Витольдом Ровицким, в 1947 г. его вновь возглавил Фительберг. В 1999 г. оркестр получил в дополнение к своему названию звание «Национальный», в знак признания заслуг в развитии польской музыкальной культуры. Среди наиболее значительных записей оркестра — Турангалила-симфония Мессиана, собрание сочинений Витольда Лютославского, осуществлённое Антонием Витом, и цикл симфонических произведений Мечислава Вайнберга, над которым продолжает работать Габриэль Хмура. В 2019 г. внимание привлекла концертная запись Симфонии скорбных песнопений Хенрика Гурецкого (дирижёр Кшиштоф Пендерецкий), в которой сольную партию исполнила известная рок-певица Бет Гиббонс.

## Музыкальные руководители
- Гжегож Фительберг (1935—1939)
- Витольд Ровицкий (1945—1947)
- Гжегож Фительберг (1947—1953)
- Ян Кренц (1953—1968)
- Казимеж Корд (1969—1973)
- Тадеуш Стругала (1975—1976)
- Ежи Максымюк (1977)
- Станислав Вислоцкий (1978—1981)
- Яцек Каспшик (1981—1983)
- Антоний Вит (1983—2000)
- Габриэль Хмура (2000—2009)
- Яцек Каспшик (2009—2012)
- Александр Либрайх (с 2012)

## Известные музыканты
- Юзеф Брейза (валторна)
- Анджей Ягодзиньский (валторна)[2]